# Kamzičník
Kamzičník (Doronicum) je rod vytrvalých bylin, které rozkvétají velkými žlutými úbory. Rod je tvořen přibližně 40 druhy a přísluší do čeledi hvězdnicovitých, kde je zařazován do podčeledi Asteroideae.
Vyskytuje se převážně v Evropě, v jihozápadní Asii (Írán, Irák, Turecko, Kavkaz) a střední Asii (Turkestán, Altaj, Tibet, Himálaj) a v severní Africe. Roste nejčastěji na vlhkých a světlých místech v řídkých lesích nebo na skalnatých místech v blízkosti vodních toků, a to od nížinatých oblastí do nadmořské výšky okolo 5000 m.
V České republice se nepravidelně vyskytuje pět druhů, z nichž jedině kamzičník rakouský je původní rostlinou. Ostatní se do české přírody dostaly až v pozdější době, pravděpodobně s využíváním kamzičníků jako okrasných rostlin, kdy tyto zplaněly nebo byly do volné přírody vysázeny záměrně.

## Popis
Vytrvalé rostliny s lodyhami vysokými 10 až 60 cm, které vyrůstají z masitých nebo dřevnatých oddenků, na kterých někdy přetrvávají zbytky vláken ze starých listů. Jejich listy jsou velmi variabilní do tvaru i velikosti. Bazální listy mají různě dlouhý řapík a také velikost čepelí je rozdílná, u některých druhů v období kvetení již usychají. Lodyžní listy jsou střídavé, přisedlé nebo objímavé, okraje mají celistvé či zubaté a směrem vzhůru se zmenšují, horní bývají i redukované. Zářivě žluté květní úbory na tenkých, téměř lysých stopkách vyrůstají samostatně nebo po dvou až šesti v chocholících. Zvonkovité nebo půlkulaté zákrovy mají zelené listeny uspořádané ve dvou nebo třech řadách. Ve středu bezplevného lůžka bývá 100 až 250 oboupohlavných květů se žlutou pětilaločnou trubkovitou korunou, po okraji lůžka roste 20 až 40 samičích květů se žlutými ligulami.
Plody jsou podlouhle nažky, lysé nebo chlupaté, s bílým nebo načervenalým jemným chmýrem, který obvykle chybí u jazykovitých květů. V 1 gramu osiva je více než 6000 semen (nažek). Počet chromozomů x = 30. Rostliny rostoucí ve volné přírodě se přirozeně rozmnožují semeny a rozrůstáním oddenků. Uměle je lze také množit dělením trsů nebo oddělováním výhonků.

## Význam
Některé druhy mají význam v zahradnictví. Bývají vysazované na venkovní záhony jako nenáročné trvalky nebo jsou pěstované ve sklenících (případně i rychleny) a jejich květenství jsou používána k řezu.

## Taxonomie
Mezi nejznámější druhy kamzičníku patří:
- kamzičník Clusiův (Doronicum clusii) (All.) Tausch
- kamzičník Columnův (Doronicum columnae) Ten.
- kamzičník jitrocelovitý (Doronicum plantagineum) L.
- kamzičník karpatský (Doronicum carpaticum) Nyman
- kamzičník kavkazský (Doronicum orientale) Hoffm.
- kamzičník rakouský (Doronicum austriacum) Jacq.
- kamzičník srdčitý (Doronicum pardalianches) L.
- kamzičník uherský (Doronicum hungaricum) Rchb.f.
- kamzičník velkokvětý (Doronicum grandiflorum) Lam.[1][2][3][4]